# Le campane di Santa Maria
Le campane di Santa Maria (The Bells of St. Mary's) è un film del 1945 diretto da Leo McCarey con Bing Crosby, Ingrid Bergman e Henry Travers.
Fu il film col maggiore incasso nell'anno 1945.

## Trama
Nella parrocchia di Santa Maria, che è anche una scuola, arriva padre O'Malley. La situazione che trova non è delle migliori: un miliardario sta tentando di far abbattere la scuola assieme ad altri edifici per un investimento immobiliare.
Dopo gli iniziali contrasti con la madre Superiora Suor Benedetta, padre O'Malley riesce, con l'aiuto della suora stessa, a salvare la scuola e la parrocchia e a far sì che il milionario rinunci ai suoi progetti cedendo un edificio alla parrocchia. Ma Suor Benedetta dovrà ritirarsi in sanatorio per la tubercolosi.

## Produzione
La lavorazione del film durò dal 1º marzo al 14 maggio 1945. Alcune scene aggiunte furono girate a fine giugno 1945.

## Distribuzione
Il copyright del film, richiesto dalla Rainbow Productions, Inc., fu registrato il 7 maggio 1945 con il numero LP1000.
A New York, il film venne presentato il 6 dicembre 1945.
Bing Crosby aveva già interpretato il personaggio di padre Chuck O'Malley nel film La mia via, diretto l'anno precedente sempre da McCarey. Con quella pellicola Crosby aveva vinto l'Oscar al miglior attore. Anche Le campane di Santa Maria farà guadagnare la candidatura a Crosby come miglior attore e alla Bergman quella come migliore attrice, ma nessuno dei due vincerà la statuetta. L'unico Oscar verrà assegnato al fonico Stephen Dunn per la migliore ripresa sonora.
Divenne non solo il film di maggior successo di quell'anno, ma anche di tutta la storia della RKO.
La pellicola è stata restaurata e colorata in epoca recente, in occasione della sua messa in onda in televisione.

## Critica
Stigmatizzato da Pietro Bianchi sul Candido del 1º febbraio 1947, il film venne preso ad esempio del conformismo hollywoodiano: «Gli americani possono comprare tutto: meno che il talento creativo». La critica è in ogni caso espressa con una buona dose di umorismo, più che altro per schierarsi a favore del cinema mediterraneo e delle sue attrici «nutrite del materno sugo d'arancio» inghirlandate di rose. L'ammirazione per la «sorella del Nord», la buona attrice ma troppo robusta Ingrid Bergman, è sommessa quanto quella che lo stesso critico già aveva avuto modo di esprimere per Greta Garbo, «che aveva i piedi lunghi: ma in certi atteggiamenti, regina».
Georges Sadoul, dopo l'elogio del regista al servizio di eccellenti comici quali Laurel e Hardy o i fratelli Marx e dopo avere stabilito il periodo migliore del regista quello che va dal 1935 al 1942, pur riconoscendo a McCarey di aver dimostrato di essere un regista fine, abile e ottimo direttore d'attori, così scrive a proposito di questo film e de La mia via: «realizzò due ispidi musical religiosi per cui fu ricoperto di Oscar, (...)».
In Cinema di tutto il mondo si trova un giudizio che si muove più o meno nella stessa linea: «Gli anni '40 lo vedranno invece impegnato in pellicole di dubbio gusto: ad esempio i "religiosi" La mia via (...) e Le campane di Santa Maria (...)».

## Riconoscimenti
- Premi Oscar 1946: Oscar al miglior sonoro (Stephen Dunn)
- Golden Globe 1946: migliore attrice (Ingrid Bergman)